# Hans-Ulrich Häring
Hans-Ulrich Häring (* 24. Januar 1951 in Stuttgart) ist ein deutscher Diabetologe. 
Er war von 1996 bis 2019 Ärztlicher Direktor der Abteilung Innere Medizin IV (Endokrinologie und Diabetologie, Angiologie, Nephrologie und Klinische Chemie) an der Medizinischen Klinik am Universitätsklinikum Tübingen. Außerdem leitete er bis 2019 das Institut für Diabetesforschung und Metabolische Erkrankungen (IDM) des Helmholtz Zentrum München an der Universität Tübingen und war Vorstandsmitglied des Deutschen Zentrums für Diabetesforschung (DZD).

## Werdegang
Nach dem Studium der Medizin in Freiburg und München von 1969 bis 1975 und der Tätigkeit als Medizinalassistent am Krankenhaus München‐Schwabing sowie am Maimonides Medical Center in Brooklyn, New York, wurde er mit einer Dissertation unter dem Titel Untersuchungen zur Regulation des cAMP-Stoffwechsels in isolierten Fettzellen unter dem Einfluss von Katecholaminen und Insulin 1977 an der LMU München promoviert. Danach war Häring Assistent in der Diabetesforschung und im Krankenhaus München-Schwabing und 1982–1983 Fellow am Joslin Diabetes Center der Harvard Medical School in Boston, bevor er 1987 nach der Habilitation zum Privatdozenten für Innere Medizin an der LMU München ernannt wurde. Es folgte eine Anstellung als Oberarzt im Krankenhauses München‐Schwabing, bevor Häring 1996 Ärztlicher Direktor der Abteilung Innere Medizin IV (Endokrinologie und Diabetologie, Angiologie, Nephrologie und Klinische Chemie) der Medizinischen Klinik am Universitätsklinikum Tübingen wurde.

## Auszeichnungen
- 1987: Ferdinand-Bertram-Preis der Deutschen Diabetes Gesellschaft (DDG)
- 1989: Oskar Minkowski Prize der European Association for the Study of Diabetes (EASD)
- 2008: Paul-Langerhans-Medaille der Deutschen Diabetes Gesellschaft (DDG)
- 2010: Ehrendoktorwürde der Universität Athen
- 2011: Hellmut Mehnert‐Preis, gemeinsam mit Errol Morrison[3]
- 2013: Aufnahme unter der Matrikel-Nr. 7559 in die Nationale Akademie der Wissenschaften Leopoldina, Sektion Innere Medizin und Dermatologie
- 2015: Claude Bernard-Preis der European Association for the Study of Diabetes (EASD)[4]
- 2016: Von Mering‐Medaille des Deutschen Diabetes‐Zentrums (DDZ)

## Schriften
- mit Günther Dietze: Fettstoffwechselstörungen, Springer, Berlin/Heidelberg 1982, doi:10.1007/978-3-642-68695-5
- Diabetologie in Klinik und Praxis. Hrsg. Hans-Ulrich Häring, Baptist Gallwitz, Dirk Müller-Wieland, Klaus Badenhoop, Juris J. Meier, Klaus-Henning Usadel, Hellmut Mehnert, 7. Auflage, Thieme 2021